# Vektorski prostor
Véktorski prôstor ali lineárni prôstor je osnovni pojem linearne algebre in pomeni posplošitev množice vseh geometričnih vektorjev. Uporablja se v vsej sodobni matematiki.

## Formalna definicija
Naj bo V množica in F obseg (na primer obseg realnih ali obseg kompleksnih števil) in naj bosta definirani naslednji dve operaciji:
- operacija vektorske vsote ali seštevanja vektorjev, označena kot v + w (kjer sta v, w ∈ V), in
- operacija množenja s skalarjem, označena kot a * v (kjer sta v ∈ V in a ∈ F).

Množico V tedaj po definiciji imenujemo vektorski prostor nad obsegom F, če velja naslednjih deset značilnosti:
1. v + w pripada V
(Zaprtje V za seštevanje vektorjev.)
2. u + (v + w) = (u + v) + w.
(Asociativnost seštevanja vektorjev v V.)
3. V množici V obstaja nevtralni element 0 tako, da za vse elemente v iz V, v + 0 = v.
(Obstoj aditivne identitete v V.)
4. Za vsak v iz V obstaja element w iz V, da je v + w = 0. 
(Obstoj nasprotnih vrednosti v V.)
5. v + w = w + v.
(Komutativnost vektorske vsote v V.)
6. a * v pripada V.
(Zaprtje V za množenje s skalarjem.)
7. a * (b * v) = (ab) * v.
(Asociativnost množenja s skalarjem v V.)
8. Če 1 označuje identiteto za množenje v obsegu F, potem velja 1 * v = v.
(Nevtralnost elementa ena.)
9. a * (v + w) = a * v + a * w.
(Distributivnost glede na seštevanje vektorjev.)
10. (a + b) * v = a * v + b * v.
(Distributivnost glede na seštevanje v obsegu.)

### Osnovne značilnosti
Značilnosti od 1 do 5 določajo, da je V za seštevanje vektorjev Abelova grupa. Ostale značilnosti, od 6 do 10, se nanašajo na množenje vektorja v ∈ V s skalarjem a ∈ F. Vidimo tudi, da značilnost 5 pravzaprav sledi iz ostalih devet.
Iz zgornjih značilnosti lahko takoj dokažemo, da za vse a ∈ F in v ∈ V velja
a * 0 = 0 * v = 0
(−a) * v = a * (−v) = −(a * v).
Pokažemo lahko, da je nasprotni element vsakega elementa v v V enolično določen.  Torej lahko definiramo funkcijo, imenovano »−« (minus) tako da velja: v + −(v) = 0.
Nadalje je moč pokazati, da velja − o − = I, kjer o označuje kompozitum funkcij in I funkcijo identitete.  Z drugimi besedami, za vse v velja:
−(−(v)) = v.
Pojem vektorskega prostora je popolnoma abstrakten, podobno kot pojem grupe, kolobarja in obsega. Da ugotovimo ali je množica V vektorski prostor, moramo le določiti množico V in obseg F, ter definirati seštevanje vektorjev in množenje s skalarjem v V. Potem lahko trdimo, da je V vektorski prostor nad obsegom F, če zadošča zgornjim desetim značilnostim.
Elementi vektorskega prostora se imenujejo vektorji.

### Terminologija
- Vektorski prostor nad množico realnih števil R se imenuje realni vektorski prostor.
- Vektorski prostor nad množico kompleksnih števil C se imenuje kompleksni vektorski prostor.
- Vektorski prostor z definiranim pojmom razdalje, denimo normo, se imenuje normirani vektorski prostor.

## Zgledi
- Zgled 1: Za vsa naravna števila n tvori Rn vektorski prostor nad R, z operacijami seštevanja in množenja s skalarjem po komponentah.
  - Bolj splošno, za poljubni obseg F tvori Fn vektorski prostor nad F, z operacijama po komponentah.
- Zgled 2: Množica matrik m × n s kompleksnimi elementi tvori vektorski prostor nad C.
  - Bolj splošno, množica matrik m × n z elementi iz poljubnega obsega F tvori vektorski prostor nad F.
- Zgled 3: Množica vseh zveznih realnih funkcij na zaprtem intervalu.
- Pri danem vektorskem prostoru V nad F in neki množici X, množica vseh funkcij ƒ : X → V tvori vektorski prostor nad F.
- Množica vseh polinomov s koeficienti iz F, označena z F[x], tvori vektorski prostor nad F.
- Končni obseg GF(pn) tvori vektorski prostor nad GF(p).
- C tvori vektorski prostor nad R.
- R tvori vektorski prostor nad Q.

## Podprostori in baze
Naj bo dan vektorski prostor V. Vsaka neprazna podmnožica W množice V, ki je zaprta za seštevanje in množenje s skalarjem, se imenuje podprostor prostora V.  Preprosto je pokazati, da so podprostori prostora V tudi sami vektorski prostori (nad istim obsegom). Presek vseh podprostorov nad dano množico vektorjev se imenuje njihova ogrinjača; če iz množice ne moremo odstraniti nobenega vektorja, ne da bi pokvarili njeno ogrinjačo, se ta množica imenuje linearno neodvisna. Linearno neodvisna množica, katere ogrinjača je cel prostor, se imenuje baza.
Vse baze imajo za dani vektorski prostor isto kardinalnost. S pomočjo Zornove leme lahko dokažemo, da ima bazo vsak vektorski prostor, in vektorski prostori nad danim obsegom so do izomorfizma določene z enim samim kardinalnim številom (imenovanim razsežnost vektorskega prostora), ki predstavlja velikost baze.  Na primer, vsi realni vektorski prostori so le R0, R1, R2, R3, …, R∞, ….  Kot bi pričakovali, je dimenzija realnega vektorskega prostora R3 tri.
Baza omogoča, da izrazimo vsak vektor prostora kot enolično kombinacijo elementov obsega. Vektorski prostori se navadno uvedejo s tega, koordinatiziranega, gledišča.
Če je nad vektorskim prostorom (navadno neskončno-razsežnim) podana za translacijo in za razteg invariantna topologija, lahko definiramo vsoto neskončnega zaporedja vektorjev kot topološko limito, če ta obstaja.  Glej tudi topološki vektorski prostor.

## Linearne preslikave
Za dva vektorska prostora V in W nad istim obsegom F lahko definiramo linearne transformacije ali »linearne preslikave« iz V v W.  To so preslikave iz V v W, ki so združljivi z ustreznimi strukturami—to se pravi; ohranjajo vsote in produkt s skalarjem.  Množica vseh linearnih preslikav iz V v W, označena z L(V, W), je prav tako vektorski prostor nad F.  Kadar sta podani bazi za V in W, se linearne preslikave lahko izrazijo po komponentah kot matrike.
Izomorfizem je bijektivna linearna preslikava.  Če obstaja izomorfizem med V in W, imenujemo prostora izomorfna; potem sta pravzaprav identična.
Vektorski prostori nad določenim obsegom F, skupaj z linearnimi preslikavami, sestavljajo kategorijo.

## Posplošitev
Namesto, da za skalarje uporabimo obseg F, lahko uporabimo splošen kolobar R.  Potem lahko določimo module nad R.  Z drugimi besedami, vektorski prostor ni nič drugega kot modul nad obsegom.

## Vektorji v fiziki
Vektorji v fiziki so, na splošno, »puščice« (geometrično, ne kategorično), ki ustrezajo zgornji matematični definiciji.  Najosnovnejši fizikalni vektor je vektor premika iz točke A v točko B (smer je od A do B, dolžina pa je razdalja med A in B).
Druga popolnoma značilnost fizičnega vektorja je njegovo obnašanje pri spremembah koordinatnega sistema. Za podrobno razpravo o tem glej tenzor.
Ortogonalna transformacija U je linearna transformacija, (ali, z drugimi besedami, matrika), ki zadošča U · UT = I, kjer UT označuje transponiranko T in je I matrika identitete.
Takoj sledi, da za determinanto ortogonalne matrike velja det U = ± 1.
Transformacije z det = 1 imenujemo prave rotacije, medtem ko transformacije z det = −1 imenujemo neprave rotacije.  Intuitivno gledano, neprave rotacije izvedejo tudi zrcaljenje osi, in jih zato včasih imenujemo »operacije zrcaljenja«.
Polarni vektorji - kot so premik, hitrost, električno polje, ali linearni moment - gredo skozi transformacijo na naslednji način: 
a′ = U · a.
Osni vektorji - kot kotna hitrost, magnetno polje, ali kotni moment - gredo skozi transformacijo na naslednji način: 
b′ = (det U) · U · b.
Večina osnih vektorjev je povezana z vektorskim produktom.